# Claude Puel
Claude Puel (n. 2 septembrie 1961, Castres, Midi-Pyrénées, Franța) este un jucător retras de activitate și antrenor de fotbal francez care în prezent antrenează echipa Leicester City din Premier League.

## Statistici ca antrenor
La 4 noiembrie 2017.
| Monaco         | 13 ianuarie 1999  | 30 iunie 2001 | 91  | 44  | 16  | 31  | 48,35 |
| Lille          | 1 iulie 2002      | 17 iunie 2008 | 298 | 119 | 94  | 85  | 39,93 |
| Lyon           | 18 iunie 2008     | 20 iunie 2011 | 154 | 74  | 44  | 36  | 48,05 |
| Nice           | 23 mai 2012       | 24 mai 2016   | 167 | 68  | 37  | 62  | 40,72 |
| Southampton    | 30 iunie 2016     | 14 iunie 2017 | 53  | 20  | 13  | 20  | 37,74 |
| Leicester City | 25 octombrie 2017 | —             | 2   | 1   | 1   | 0   | 50    |
| Total          | Total             | Total         | 765 | 326 | 205 | 234 | 42,61 |